# SZD-12 Mucha 100
SZD-12 MUCHA 100 – polski, jednomiejscowy szybowiec treningowo-wyczynowy, przeznaczony do przelotów i lotów wysokościowych, treningowych i warunkowych do Złotej Odznaki Szybowcowej zaprojektowany w Szybowcowym Zakładzie Doświadczalnym w Bielsku-Białej. 

## Historia
W 1952 r. polskie szybownictwo potrzebowało nowych szybowców treningowo-wyczynowych. Podjęto decyzję aby wykorzystać uzyskane doświadczenia i rozwinąć szybowiec Mucha-ter. Powołano zespół projektowy kierowany przez Władysława Okarmusa, Zbigniewa Badurę i Jana Dyrka, który miał opracować dokumentację skrzydła i usterzenia do 15 grudnia 1952 r., a dokumentację kadłuba do marca 1953 r.

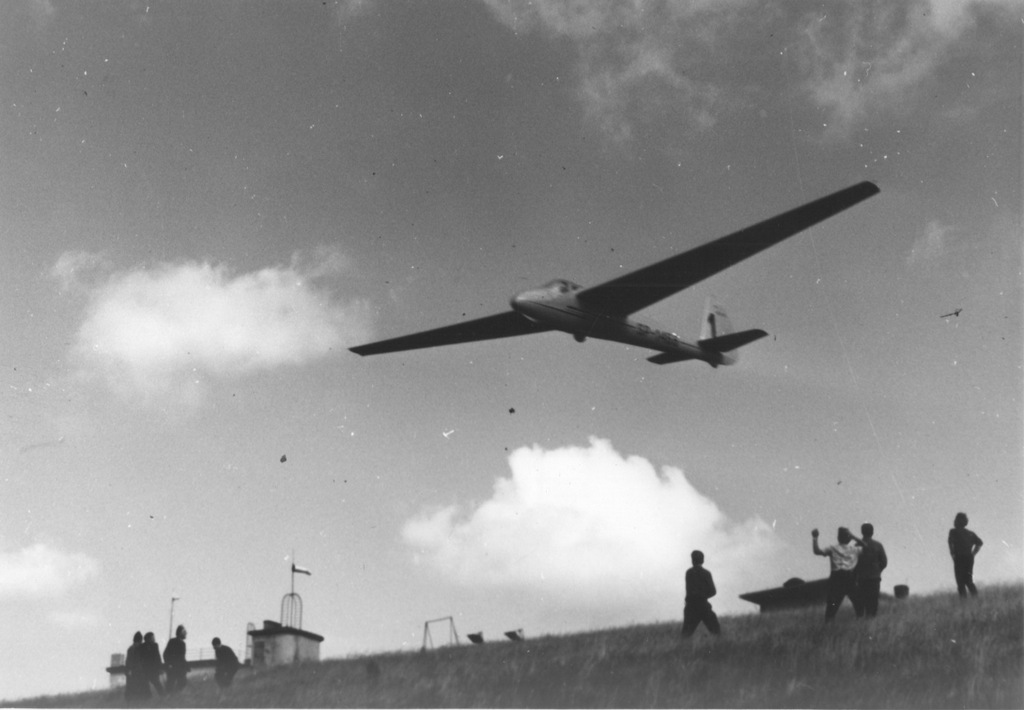
SZD-12 Mucha 100 Mucha po starcie z lin gumowych na górze Żar

Pierwszy egzemplarz szybowca powstawał w Zakładach Sprzętu Lotnictwa Sportowego nr 5 w Krośnie.  Szybowiec, ze znakami SP-1400, został oblatany 14 listopada 1953 r. przez Adama Zientka. W czasie kolejnych lotów doszło do wypadku spowodowanego flatterem lotek, pilot doświadczalny Julian Bojanowski musiał ratować się skokiem ze spadochronem. Drgania flatterowe zlikwidowano poprzez zabudowania na lotkach ciężarków wyważających na wysięgnikach. Wprowadzone zmiany okazały się skuteczne i kolejne próby udowodniły, że flatter nie występuje nawet przy prędkości 275 km/h.
Po zakończeniu prób podjęto produkcję seryjną w Zakładach Sprzętu Lotnictwa Sportowego nr 5 w Krośnie, gdzie zbudowano około 100 egzemplarzy szybowca. 14 kolejnych zbudowały warsztaty Zakłady Sprzętu Lotnictwa Sportowego w Gdańsku pod oznaczeniem SZD-12 bis, a kilkanaście kolejnych powstało Zakłady Sprzętu Lotnictwa Sportowego we Wrocławiu.
W 1954 r. w Dziale Badań w Locie Instytutu Lotnictwa w Warszawie, kierowanym wówczas przez inż. Tadeusza Chylińskiego przeprowadzono państwowe próby kontrolne seryjnego szybowca SZD-12 „Mucha 100”. W 1955 r. w Zakładzie Wytrzymałości (TK) IL. pod kierunkiem szefa tego Zakładu inż. Tadeusza Chylińskiego wykonano próby zmęczeniowe skrzydła szybowca SZD-12 „Mucha 100”.
W 1958 r. weszła do produkcji ulepszona wersja szybowca oznaczona SZD-12A „Mucha 100 A”, w której zmianie uległy m.in. tylne okucia skrzydła, napęd hamulców aerodynamicznych w skrzydle. Zmieniono także drewniane płyty hamulców na metalowe, sposób wyważenia lotek zastępując ciężarek na wysięgniku prętem wklejonym w nosek lotki, tablicę przyrządów oraz sposób mocowania usterzenia wysokości. 
Szacuje się, że łącznie wyprodukowano 104 SZD-12 „Mucha 100” i 186 egzemplarzy SZD-12A „Mucha 100 A”, z czego 73 szybowce zostały wyeksportowane. Ponadto ten szybowiec był również produkowany w Chinach na licencji, brak jest jednak danych o wielkości produkcji.

## Konstrukcja

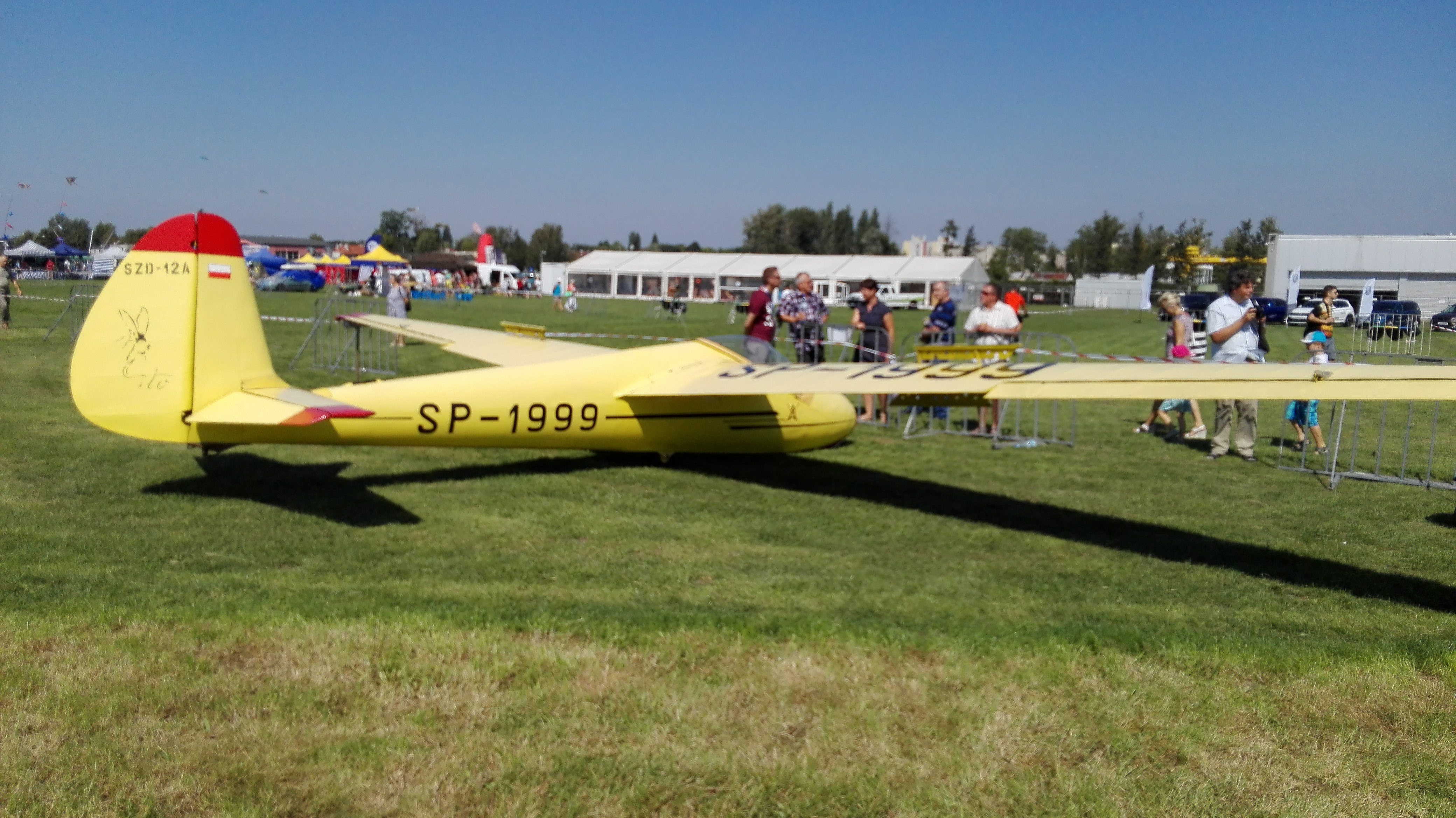
SZD-12 Mucha 100 Aeroklubu Gliwickiego

SZD-12 Mucha 100 jest jednomiejscowym średniopłatem konstrukcji drewnianej o skrzydle trapezowym.
Skrzydło dwudzielne, jednodźwigarowe ze skośnym dźwigarkiem pomocniczym, jest pokryte w przedniej części sklejką, w tylnej płótnem. Lotki szczelinowe różnicowe wyważone aerodynamicznie oraz masowo o napędzie linkowym. Hamulce aerodynamiczne płytowe. 
Kadłub drewniany półskorupowy o przekroju owalnym, z pokryciem sklejkowym i nierozwijalnymi elementami pokryć krytymi laminatem poliestrowym (przejście skrzydło-kadłub, przód kadłuba). Wyposażony w dwa zaczepy startowe: przedni do lotów na holu i dolny do startu za wyciągarką, z przodu płozy hak do startu z lin gumowych. 
Usterzenie klasyczne, w układzie dolnokrzyżowym. Usterzenie poziome drewniane stanowi jedną całość montażową. Statecznik kryty sklejką, ster płótnem. Statecznik pionowy kryty sklejką stanowi całość z kadłubem. Ster kierunku, wyposażony w klapkę wyważającą, drewniany kryty płótnem. Podwozie z kołem stałym, płoza przednia drewniana, tylna metalowa.
Kabina pilota osłonięta owiewką otwieraną na bok wyposażona w odwietrznik oraz w okienko na wypadek utraty widoczności wskutek oblodzenia. W razie niebezpieczeństwa owiewkę można odrzucić. Tablica przyrządów wyposażona w prędkościomierz, wariometr, wysokościomierz, busolę, zakrętomierz oraz chyłomierz. Szybowiec może być wyposażony w instalację tlenową typu KP-14 lub KP-18.